# Joaquim José Lobo da Silveira

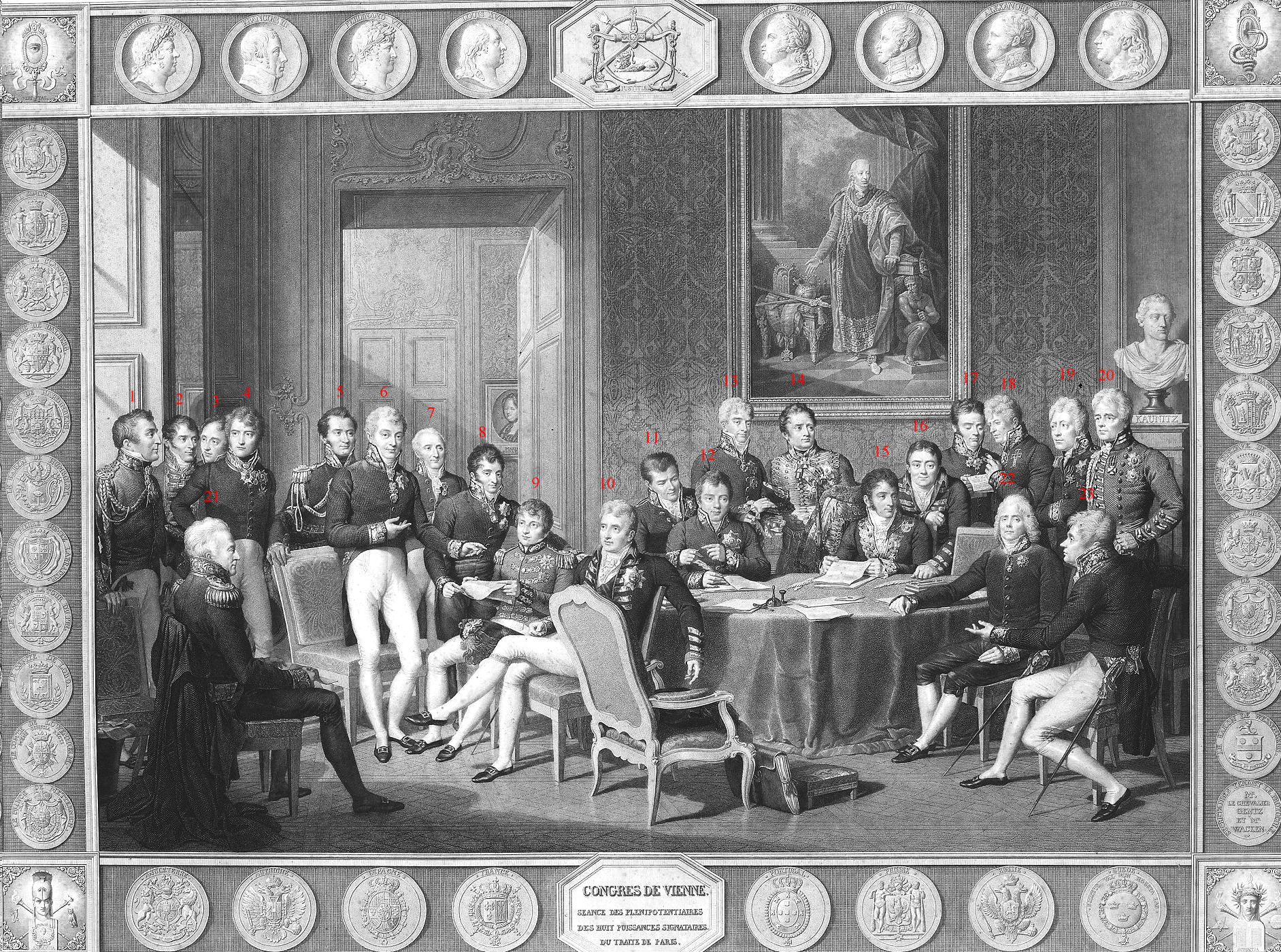
Os enviados ao Congresso de Viena em 1814. Na imagem Oriola é o segundo da esquerda (gravura de Jean Godefroy de uma pintura de Jean-Baptiste Isabey).

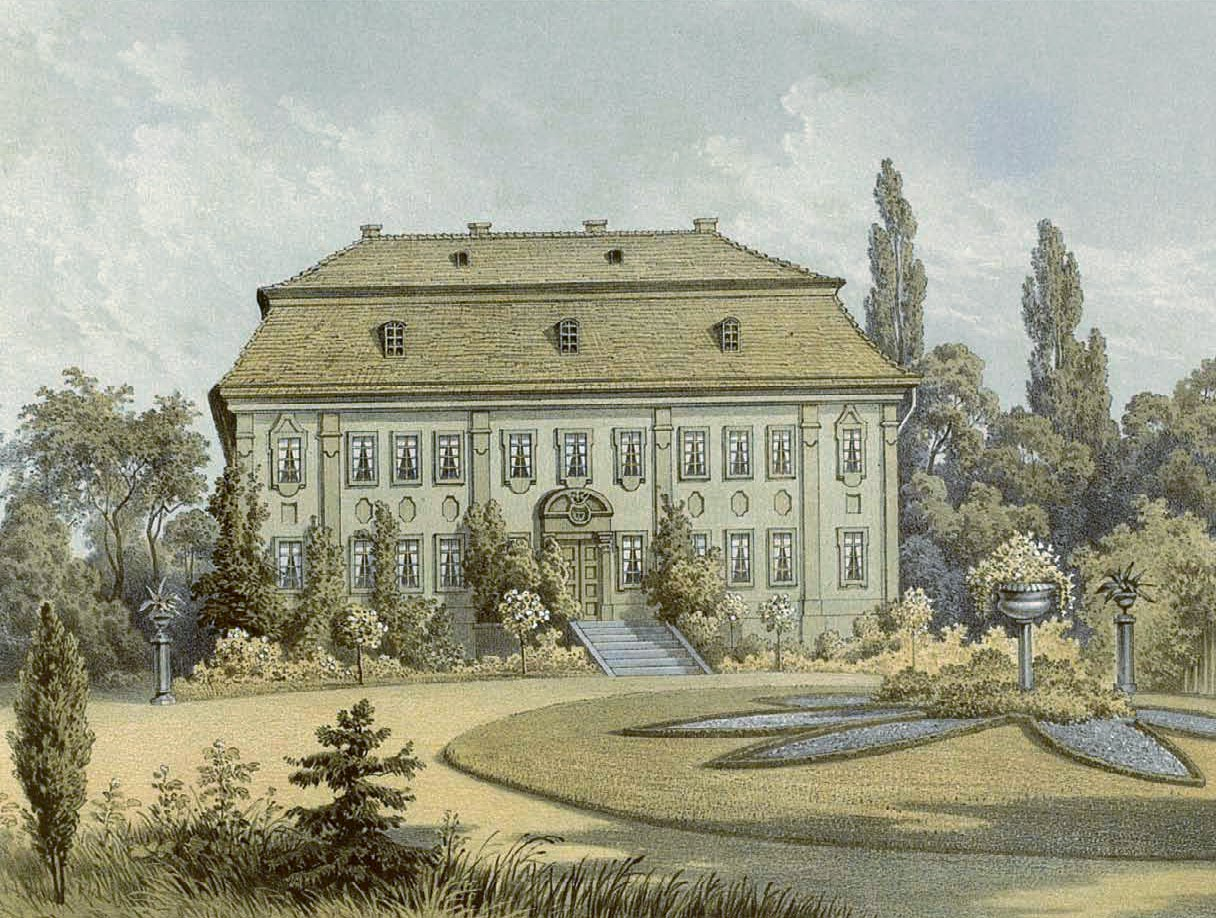
Mansão em Reuden (Reino da Prússia) onde se fixou (gravura contemporânea).

Joaquim José Lobo da Silveira (Alvito, 12 de maio de 1771 – Reuden, Brandenburg, Prússia, 27 de abril de 1846), 7.º conde de Oriola, foi um aristocrata que de destacou como diplomata. Diplomata na Suécia, foi destacado em 1814 como plenipotenciário português ao Congresso de Viena, tendo sido nomeado embaixador na Prússia logo após o termo da Congresso em 1815. Ligado à fação miguelista derrotada na Guerra Civil Portuguesa, acabou por se fixar na Prússia, onde deixou descendência que se ligou à alta aristocracia alemã (como Graf von Oriola).

## Biografia
Nasceu em Alvito, filho de D. Fernando José Lobo da Silveira Quaresma, 2.º marquês de Alvito, e de sua esposa Maria Bárbara de Menezes, uma família da alta aristocracia. O pai era gentil-homem da câmara do rei D. José I e tenente-general do Exército Português. A mãe era filha de D. José de Meneses e Távora da Silveira e Castro, gentil-homem da câmara do rei D. José e da rainha D. Maria I, e de sua mulher, Luise Gonzaga von Rappach, a condessa de Rapach (Gräfin von Rappach), natural de Viena de Áustria. A família detinha o título de barão de Alvito desde 1475, o título de conde de Oriola desde 1653 e o título de marquês de Alvito desde 1776.
Ingressou na administração pública, sendo enviado para o Brasil, onde serviu durante algum tempo como governador.
Em 1809, durante as Guerras Napoleónicas foi nomeado enviado de Portugal em Estocolmo. Em 1814 e 1815 Lobo representou os interesses portugueses no Congresso de Viena. Para além de Joaquim Lobo da Silveira, Portugal foi representado em Viena por D. Pedro de Sousa Holstein, conde de Palmela, que chegou a Viena em 27 de setembro de 1814 e saiu em 1815, e por D. António Saldanha da Gama, diplomata acreditado junto do czar Alexandre I da Rússia e também plenipotenciário ao Congresso de Viena entre 1814 e 1815.
Em Viena, em 22 de janeiro de 1815, foi um dos signatários de um tratado anglo-português que proibia o tráfico de escravos aos portugueses na costa africana ao norte da linha do equador. Durante a sua participação no Congresso também assinou um conjunto de tratados e documentos em nome do príncipe-regente D. João de Portugal, incluindo a Declaração das Potências, sobre a abolição do tráfico de escravos, datada de 8 de fevereiro de 1815. 
Terminado o Congresso de Viena, foi nomeado embaixador de Portugal na corte prussiana. Mais tarde, adquiriu terras em Brandenburg, onde se fixou, tornando-se cidadão naturalizado da Prússia. O rei da Prússia concedeu-lhe, por carta datada de 6 de junho de 1822, o título de Graf (o equivalente alemão ao seu título português de conde).
Em 1834, após o convenção de Évora-Monte e a consequente abdicação do rei D. Miguel, deixou o serviço diplomático e fixou-se definitivamente na capital prussiana. Recebeu o título de membro do Real Conselho Privado prussiano e, com a aquisição do solar de Reuden, o título de senhor de Reuden.
Em 1805 fora eleito membro correspondente da Academia de Ciências de Göttingen, classe Filológico-Histórica.

## Família
Joaquim Lobo da Silveira casou em 1807 com Sophia Amalie Murray (1787–1862), filha do biólogo sueco Johan Andreas Murray, de origem escocesa, que trabalhava na Universidade de Göttingen. Entre os seus filhos contam-se:
- Fernando von Oriola (19 de novembro de 1807 – 13 de janeiro de 1842);
- Eduard von Oriola (20 de abril de 1809 – 20 de outubro de 1862), tenente-general do exército prussiano, casado com Maximiliane von Arnim (1818–1894);
- Alphonse von Oriola (17 de junho de 1812 – 3 de junho de 1863), diplomata prussiano;
- Deodat Joseph (14 de junho de 1820 – 1 de março de 1873), casou a 10 de novembro de 1852 com a condessa Sophie zur Lippe-Weißenfeld (21 de setembro de 1827 – 30 de abril de 1893);
- Luise (6 de maio de 1824 – 8 de dezembro de 1899), dama de companhia da imperatriz Augusta de Saxe-Weimar-Eisenach;
- Mathilde (3 de fevereiro de 1827 – 30 de maio de 1889), casou com Karl von Werther (31 de janeiro de 1809 – 8 de fevereiro de 1894), diplomata alemão, filho de Heinrich Wilhelm von Werther.